# 힐로노무스속
힐로노무스속(라틴어: Hylonomus)은 후기 석탄기에 살았던, 현재까지 발견된 가장 오래된 파충류의 한 속 (생물학)이다.(Westlothiana가 더 오래됐지만, 사실 양서류일 확률이 높고, Casineria는 화석이 단편적이기 때문에, 확인이 어려운 상태다.) 이 속의 모식종은 Hylonomous lyelli이다.

## 특징
힐로노무스는 꼬리 포함 20~25cm였다. 발견된 화석의 대부분은 20cm였고, 그렇기에 아마 오히려 현대의 도마뱀과 비슷하게 보였을 것이다. 작고 날카로운 이빨을 가지고 있었고, 아마 초기 곤충이나 노래기강같은 작은 무척추동물을 잡아먹었을 것이다.